# Foxcotte
Foxcotte är en by i civil parish Charlton, i distriktet Test Valley, i grevskapet Hampshire, i England. Byn är belägen 22 km från Winchester. Foxcott var en civil parish fram till 1933 när blev den en del av Andover. Civil parish hade 43 invånare år 1931. Byn nämndes i Domedagsboken (Domesday Book) år 1086, och kallades då Fulsescote.